# Pellegro Piola

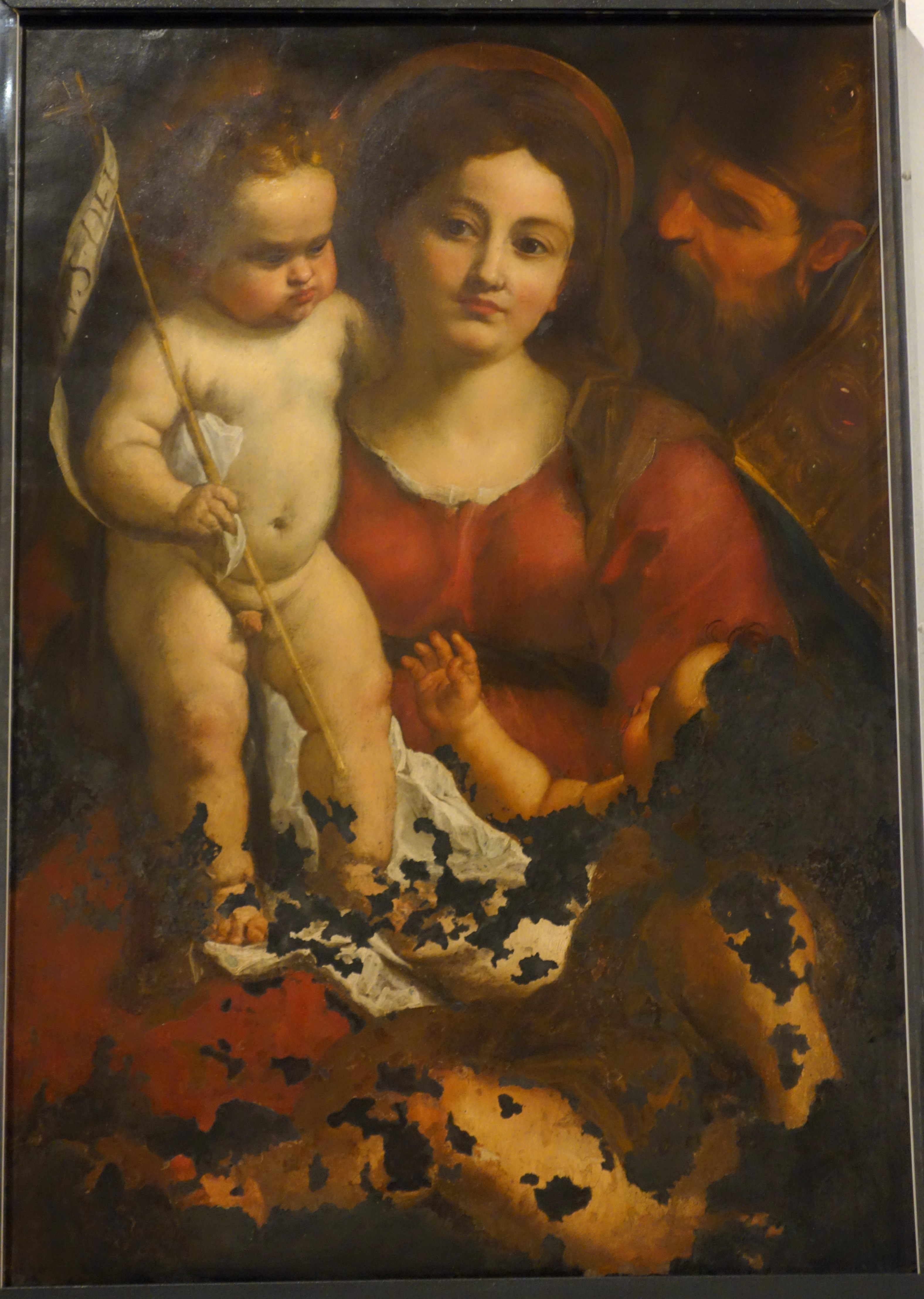
Die Madonna der Goldschmiede (1640) von Pellegro Piola, Öl auf Schiefer, Accademia Ligustica di Belle Arti, Genua

Pellegro Piola (eigentlich: Pellegrino Piola; * 5. Juni 1617 in Genua; † 26. November 1640 ebenda) war ein italienischer Maler des Barock und Mitglied einer bekannten Künstlerfamilie der Genueser Schule.

## Leben
Er wurde als Sohn von dem Schneider Paolo Battista Piola und Maddalena Zerbi geboren. Pellegros Talent wurde bereitwillig von seinem Vater gefördert, zumal zwei von dessen Brüdern, Pier Francesco (1565–1600) und Giovanni Gregorio Piola (1572–1625), sich bereits der Malerei widmeten. Von Pellegros sechs Geschwistern wurden auch seine beiden jüngeren Brüder Giovanni Andrea und der später berühmte Domenico Piola Maler; beide sollen die Anfangsgründe der Malerei von Pellegro gelernt haben.
Er selber machte zwischen 1629 und 1634 eine Ausbildung in der Werkstatt von Giovanni Domenico Capellino und lernte durch das Kopieren von Werken Raffaels, Luca Cambiasos, Parmigianinos, sowie durch Kupferstiche von Werken anderer großer Meister. Einen erheblichen Einfluss stellten außerdem die in den Sammlungen Genueser Kunstfreunde zahlreich repräsentierten Werke von Giulio Cesare Procaccini dar.
Am 25. Juli 1637 heiratete er Giovanna Caterina Desiderati, nachdem er von seinem Vater offiziell für selbständig erklärt worden war.
Aufgrund seines sehr frühen Todes sind nur wenige gesicherte Werke von Pellegro Piola bekannt, die zwischen 1634 und 1640 entstanden sind. Sein bekanntestes und letztes Werk ist die Madonna der Goldschmiede (Madonna degli Orefici) (siehe Abb. oben) – eine Darstellung der Madonna mit Kind mit dem Johannesknaben und dem Hl. Bischof Eligio –, die er in Öl auf Schiefer malte und die sich heute im Museo dell’Accademia Ligustica in Genua befindet. Wie der Name dieses Bildes andeutet, wurde es für die Zunft der Goldschmiede gemalt und laut Soprani am 25. November 1640 im Beisein des jungen Malers öffentlich in der Straße der Goldschmiede („contrada degli orefici“) in Genua angebracht. Pellegro Piola soll daraufhin nach Hause gegangen und mitten in der Nacht von einer Gruppe junger Leute auf die Straße gelockt worden sein, wo es nach einer Weile zu einem Handgemenge und einer Messerstecherei kam, bei der Pellegro tödlich verwundet wurde. Der vielversprechende junge Maler starb nur kurze Zeit später, am 26. November 1640, im Alter von nur 23 Jahren, und wurde in der Familiengruft in der Kirche Sant’Andrea bestattet.
Pellegro Piolas Madonna der Goldschmiede wurde später zum Gegenstand langer Kontroversen, die vor Gericht ausgetragen wurden und erst 1865 vom Appellationsgericht in Genua beendet wurden; dabei wurde das Bild zu einem Präzedenzfall, als es für alle Ewigkeit zum unveräußerlichen Gemeingut erklärt wurde.

## Werke
Die kurze Werkliste folgt Sanguineti. Raffaele Soprani nennt einige weitere Werke.
- Madonna der Goldschmiede (Madonna degli Orefici), Accademia Ligustica, Genua
- Banner mit Rosenkranzmadonna, Accademia Ligustica, Genua
- Hl. Ursula, Palazzo Luca Grimaldi („Palazzo Bianco“), Genua
- Die hl. Familie mit der hl. Elisabeth und dem kleinen Johannes d. Täufer, Palazzo Ridolfo e Giovanni Francesco Brignole Sale (Palazzo Rosso), Genua
- Die hl. Familie mit dem kleinen Johannes d. Täufer (früher Stefano Magnasco zugeschrieben), Galleria nazionale di Palazzo Spinola, Genua
- Die hl. Familie mit dem kleinen Johannes d. Täufer, Privatsammlung
- Laban verspricht Jakob seine Tochter Rachel, Privatsammlung
- Hl. Familie (ehemals im Palazzo Pallavicini, Genua) Privatsammlung
- Cupido, ehemals in Camogli (bekannt durch eine Fotografie)
- Die hl. Familie mit dem kleinen Johannes d. Täufer (Zeichnung), Staatsgalerie, Stuttgart